# Забрадена пираня
Забрадената пираня (Catoprion mento) е вид пираня, за която е отличително, че се храни предимно с люспи от риба.

## Класификация
Забрадената пираня не се смята за истинска пираня, тъй като формата на зъбите ѝ, както и присъствието на два реда (вместо един) на горната челюст, я прави различна от другите видове пирани. Въпреки това, чрез молекулярен анализ е открито, че този вид трябва да се включва към групата на пираните.

## Разпределение и ареал
Забрадената пираня е открита в реките Амазонка, Ориноко, Есекибо, и в горните течения на река Парагвай. Видът обитава чисти потоци със свежа вода и езера с обилна потопена растителност.

## Описание
Забрадената пираня достига около 15 сантиметра (6.5 инча). Извивката от нейната бананообразна долна челюст създава характерна издатина; дала на рибата първото и име „mento“, което означава брадичка. Конусовидните зъби на горната ѝ челюст стърчат напред, когато устата и е затворена. Интересното при забрадената пираня е, че има 62 хромозома, което е над средното за близките на нея риби (60 хромозома).

## Екология
Рибата се отличава със силно израстване на зъбите и може да нанесе силни ухапвания.
Забрадената пираня има ограничен избор на храни в диетата си, за разлика от останалите обитатели на водните басейни. Люспите формират основна част от диетата. Пираните консумират люспи през по-голямата част от живота си, възрастните индивиди се хранят изцяло от този тип плячка. В лабораторни условия, забрадената пираня се храни с люспи на риби до три пъти размера ̀и, даже за тях се знае, че се хранят с люспи на индивиди и от техния вид. Като повечето риби, забрадената пираня използва вакуумно хранене, когато се храни с малки риби или с люспи, плуващи във водата. Когато обаче се хранят с люспи, които са върху жива риба, те използват силен удар срещу жертвата, използвайки издадените напред зъби от горната си челюст. Силата получена от този удар отлепят люспи от жертвата без да нараняват основната ѝ мускулна система. Зъбите се използват за дооткъсване на люспата от тялото на жертвата. Ако загуби свои собствени люспи по време на удара, пиранята изяжда също и тях.
|  | Тази страница частично или изцяло представлява превод на страницата Wimple piranha в Уикипедия на английски. Оригиналният текст, както и този превод, са защитени от Лиценза „Криейтив Комънс – Признание – Споделяне на споделеното“, а за съдържание, създадено преди юни 2009 година – от Лиценза за свободна документация на ГНУ. Прегледайте историята на редакциите на оригиналната страница, както и на преводната страница, за да видите списъка на съавторите. ВАЖНО: Този шаблон се отнася единствено до авторските права върху съдържанието на статията. Добавянето му не отменя изискването да се посочват конкретни източници на твърденията, които да бъдат благонадеждни. |